# Saison 2 de Scream Queens
Chronologie
Saison 1
Cet article présente le guide des épisodes de la deuxième et dernière saison de la série télévisée américaine Scream Queens.

## Synopsis
Après avoir fait la guerre aux sororités, Cathy Munsch décide de continuer à faire le bien et achète un hôpital pour améliorer le système médical américain. Elle y forme une équipe composée des docteurs Brock Holt et Cassidy Cascade ainsi que de son ancienne élève, Zayday Williams, dont elle est devenue le mentor. Mais elle surprend tout le monde quand elle décide d'engager les Chanel, déchargées de leurs crimes, pour leur faire étudier le métier de médecin. Malheureusement, d'étranges affaires médicales ont lieu dans l’hôpital et une nouvelle série de meurtres démarre. L'équipe va devoir s'associer avec d'anciens ennemis pour élucider ce nouveau mystère.

## Généralités
- Aux États-Unis, la saison a été diffusée entre le 20 septembre 2016 et le 20 décembre 2016 sur le réseau FOX.
- Au Canada, la saison a été diffusée en simultané sur le réseau Citytv.
- En France, elle a été mise en ligne en intégralité le 1er juillet 2017 sur Netflix France.
- Au Québec, elle a été diffusée entre le 20 février 2018 et le 24 avril 2018 sur MusiquePlus sous le titre Scream Queens : Terreur à l'hôpital[1].
- En Belgique, elle a été diffusée entre le 4 septembre 2020 et le 6 novembre 2020 sur Plug RTL.
- En Suisse et au Luxembourg, elle a été mise en ligne en intégralité le 23 février 2021  sur le service Disney+, via l'extension Star, qui la propose également dans les autres pays francophones.

## Distribution

### Acteurs principaux
- Emma Roberts (VF : Marie Facundo) : Chanel Oberlin
- Kirstie Alley (VF : Isabelle Leprince) : infirmière Ingrid Marie Laffreuse (Ingrid Marie Hoffel en V.O)
- Taylor Lautner (VF : Nessym Guetat) : Dr Cassidy Cascade
- Lea Michele (VF : Kelly Marot) : Hester « Chanel #6 » Ulrich
- Abigail Breslin (VF : Zina Khakhoulia) : Libby « Chanel #5 » Putney
- Keke Palmer (VF : Fily Keita) : Zayday Williams
- Billie Lourd (VF : Sarah Marot) : Sadie « Chanel #3 » Swenson
- James Earl (VF : Sydney Kotto) : Chamberlain Jackson
- John Stamos (VF : Olivier Destrez) : Dr Brock Holt
- Jamie Lee Curtis (VF : Véronique Augereau) : doyenne / Dr Cathy Munsch

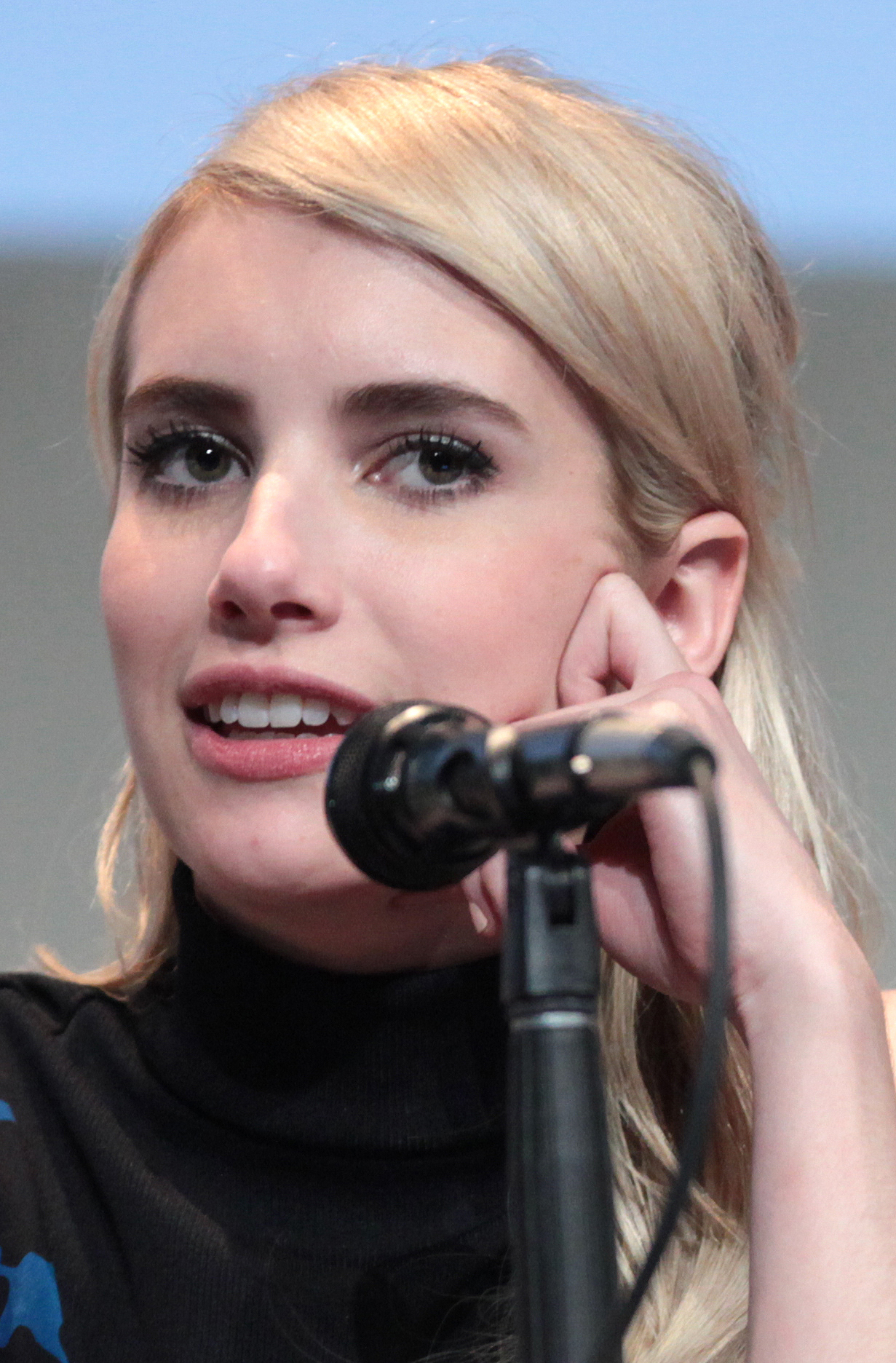
Emma Roberts interprète Chanel.
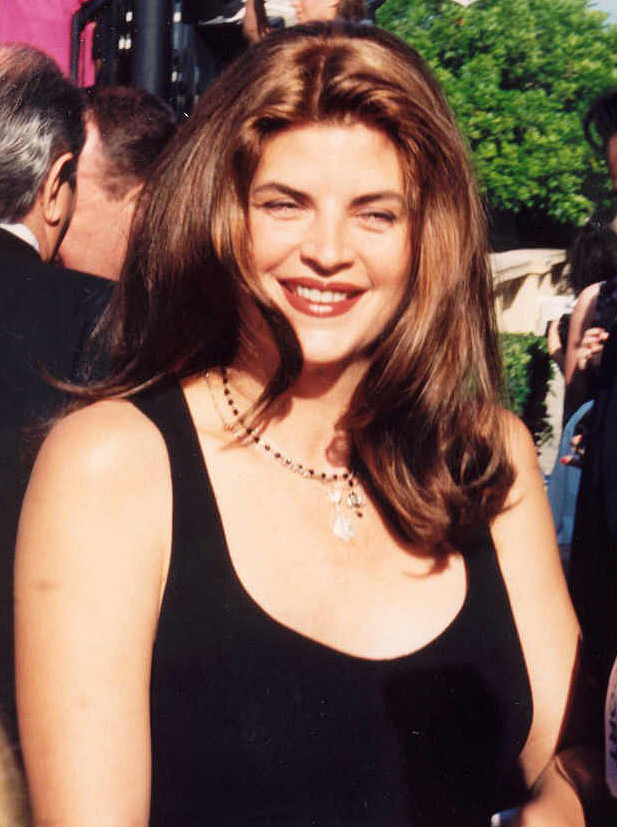
Kirstie Alley interprète Ingrid.
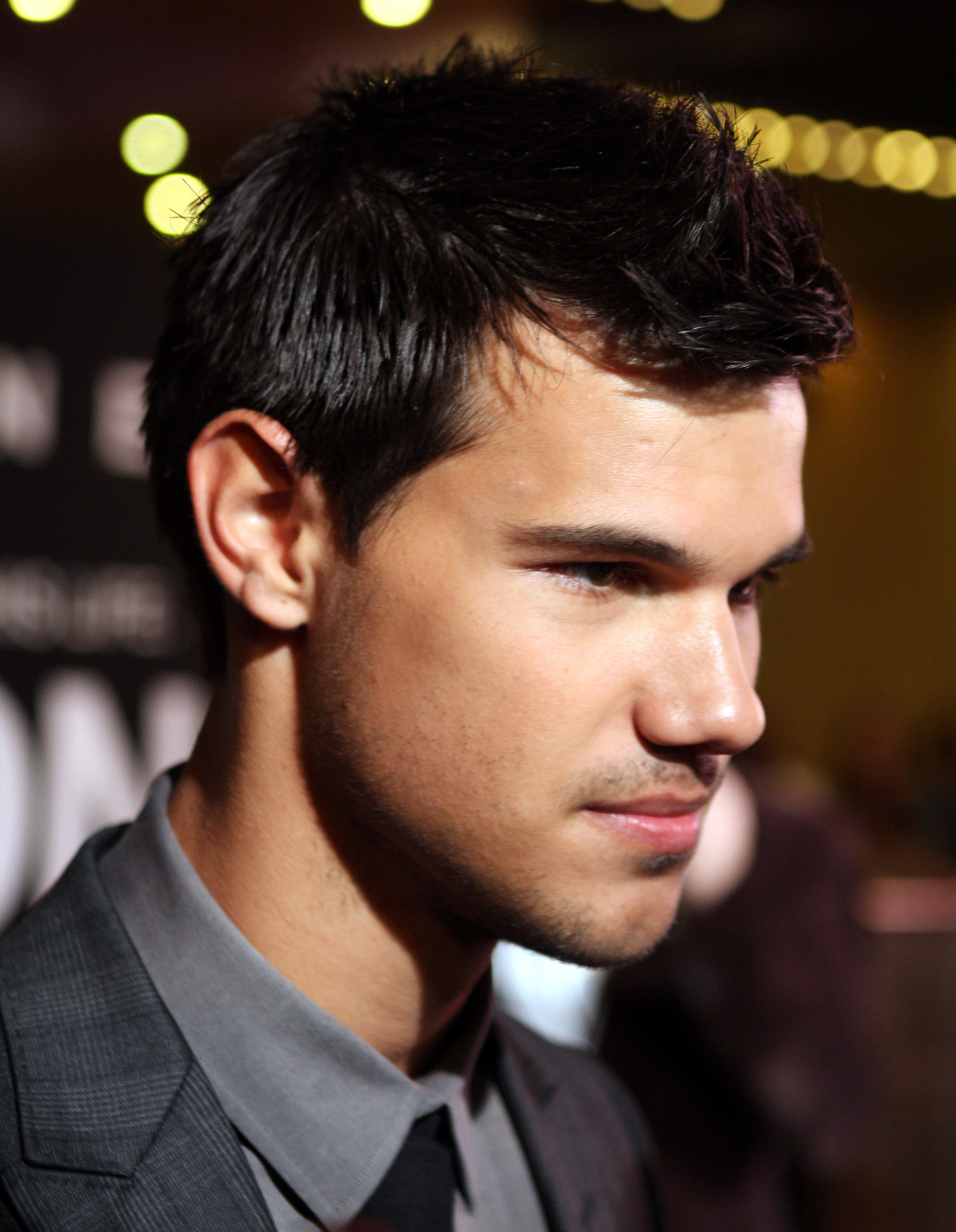
Taylor Lautner interprète Cassidy.
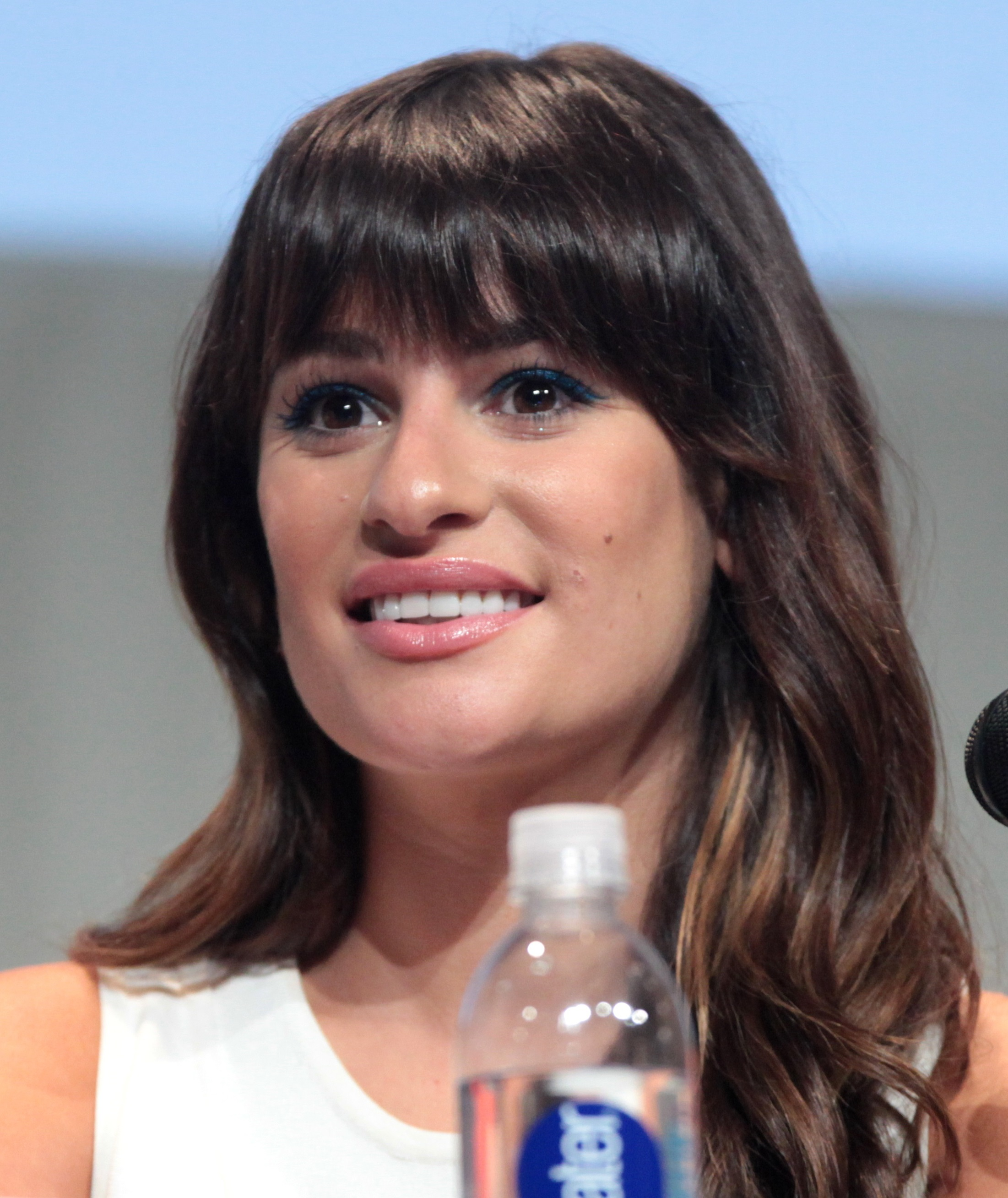
Lea Michele interprète Hester « Chanel #6 ».
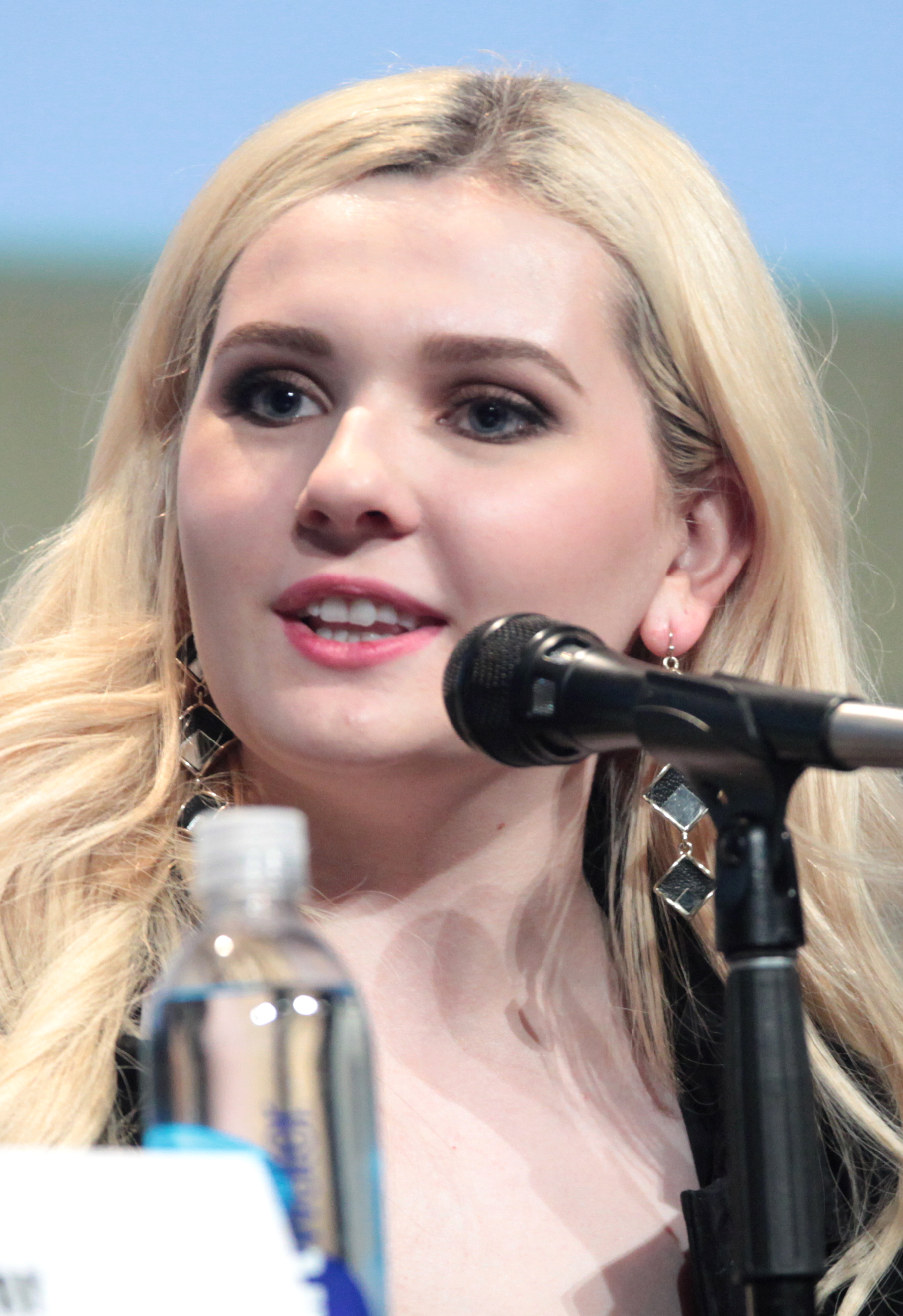
Abigail Breslin interprète « Chanel #5 ».
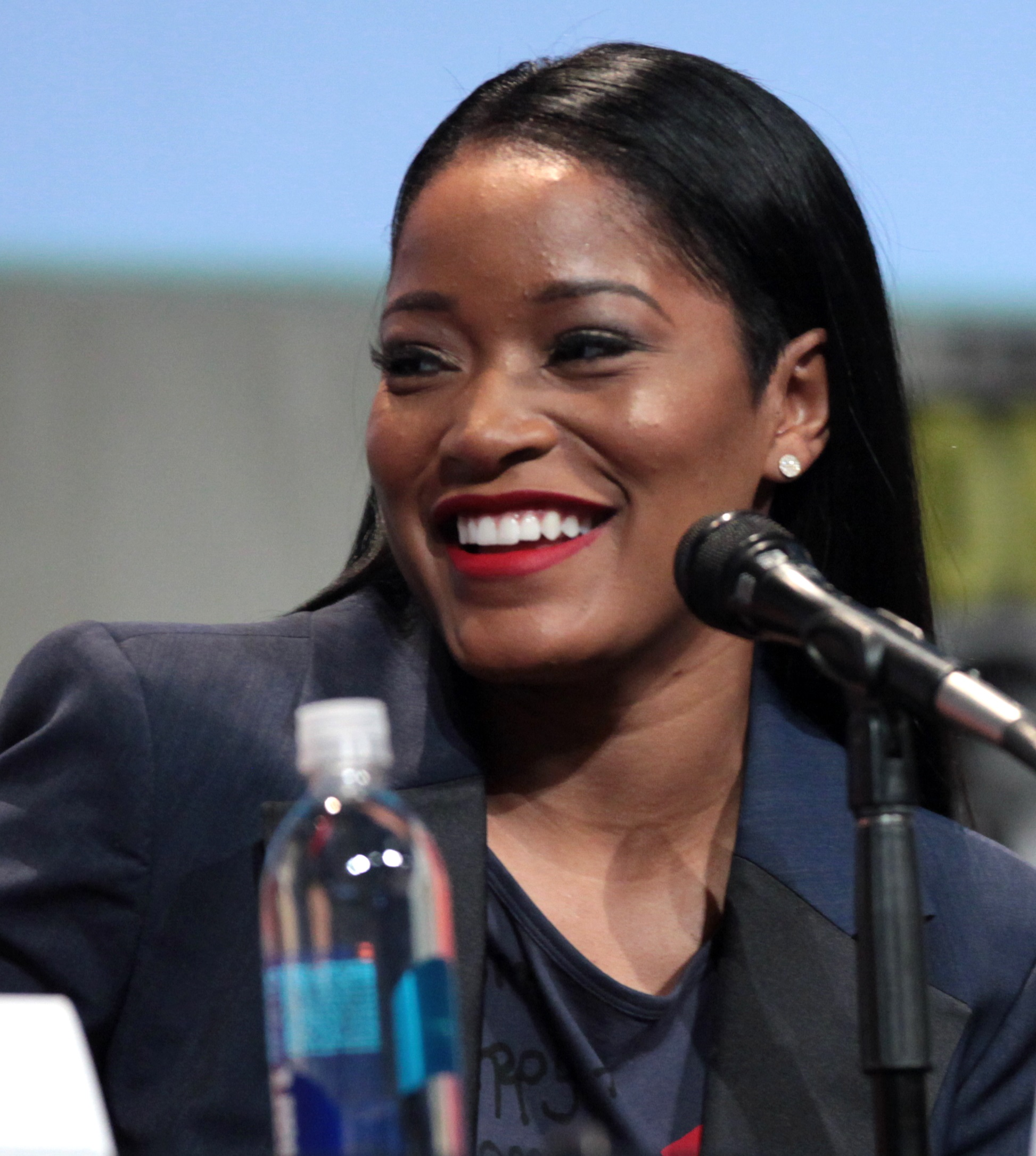
Keke Palmer interprète Zayday.
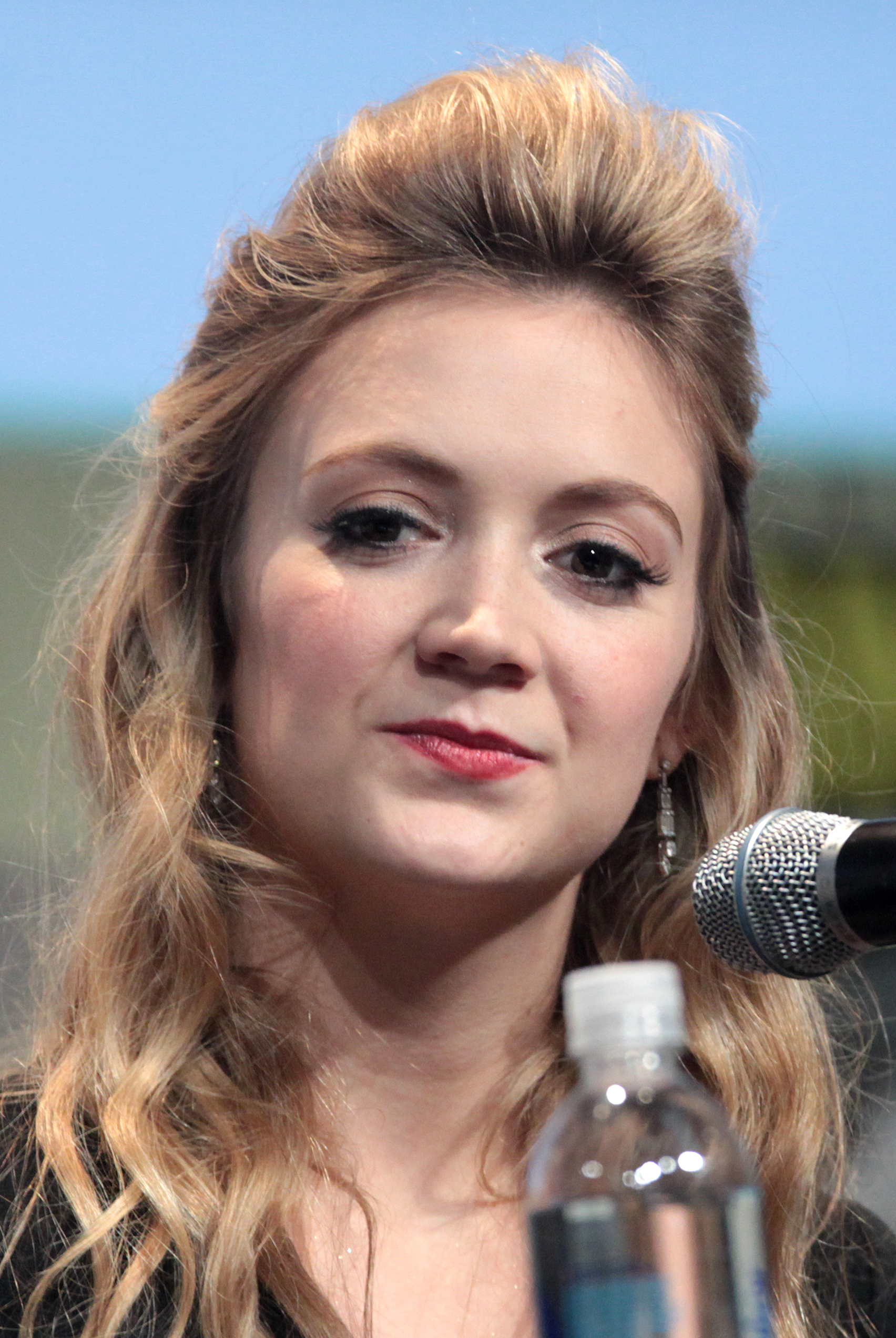
Billie Lourd interprète « Chanel #3 ».
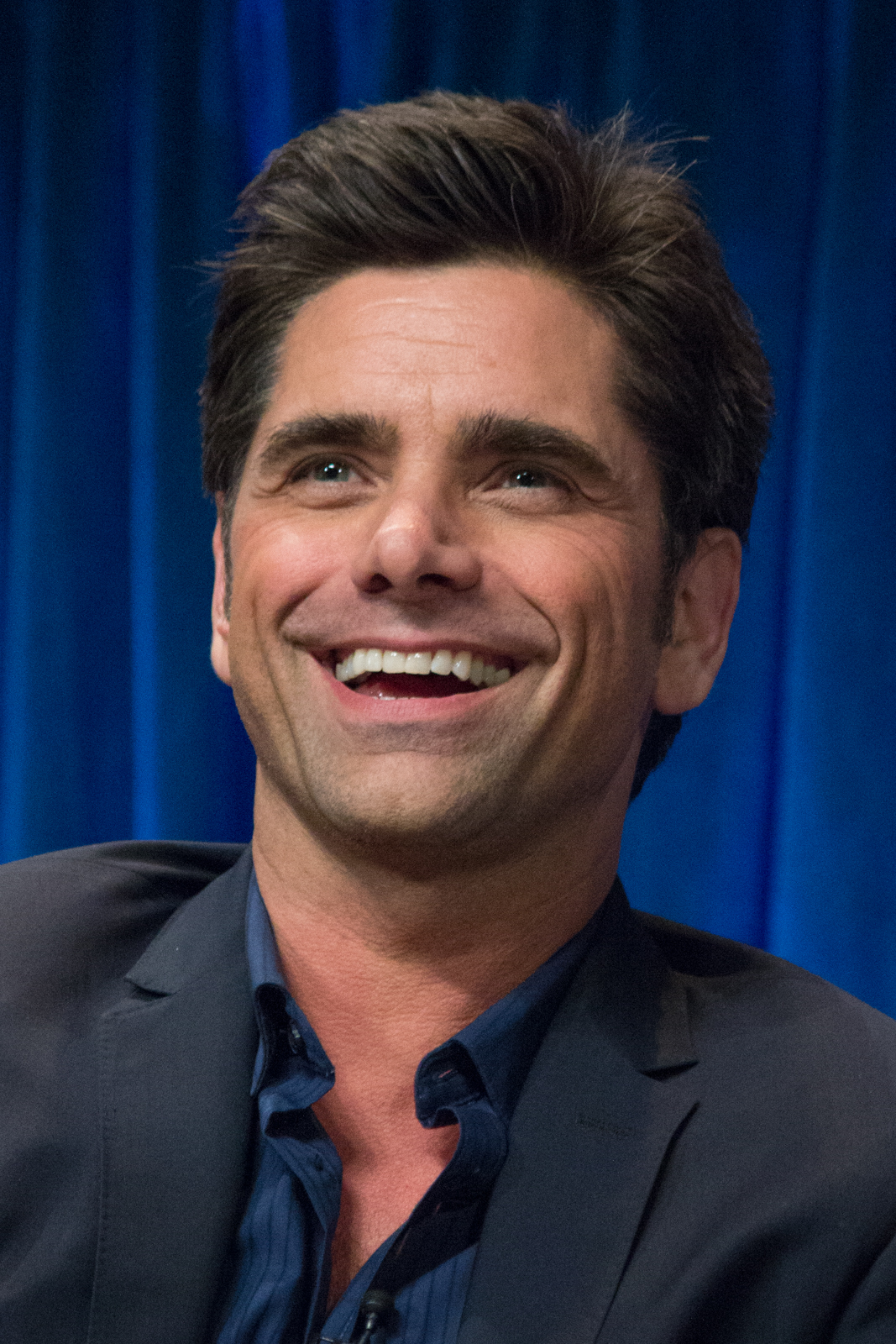
John Stamos interprète Brock.
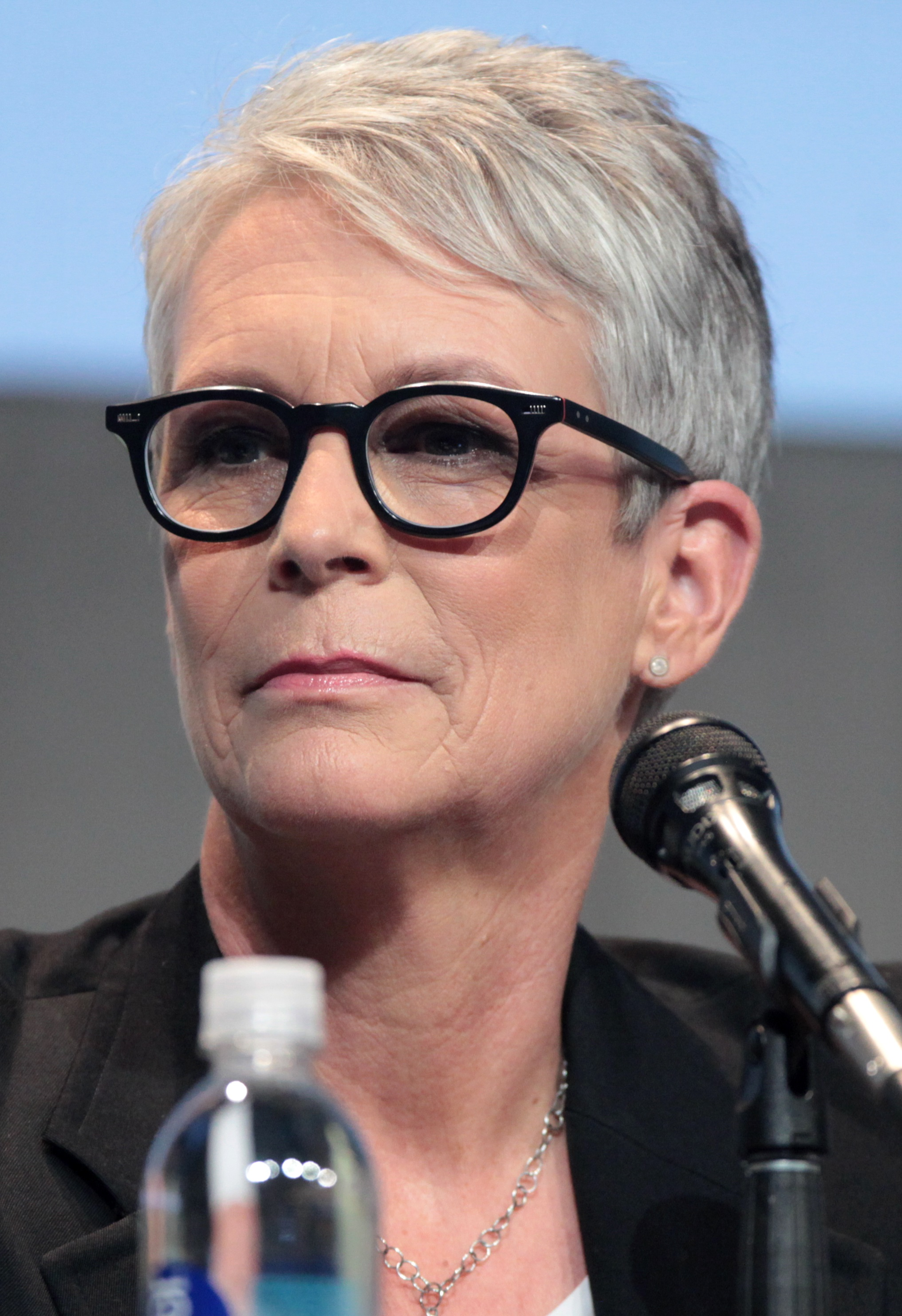
Jamie Lee Curtis interprète Cathy.

### Acteurs récurrents
| - Glen Powell (VF : Mathias Kozlowski) : Chad Radwell - Oliver Hudson (VF : Didier Cherbuy) : Weston « Wes » Gardner - Jerry O'Connell (VF : Thierry Wermuth) : Dr Mike - Laura Bell Bundy (VF : Valérie Nosrée) : infirmière Thomas - Trilby Glover (en) (VF : Christèle Billault) : Jane Hollis - Andy Erikson (en) (VF : Isabelle Volpe) : Marguerite « Chanel #7 » Honeywell - Riley McKenna Weinstein (VF : Caroline Combes) : Daria « Chanel #8 » Janssen - Dahlya Glick (VF : Cécile Marmorat) : Andrea « Chanel #10 » | Invités spéciaux - Niecy Nash (VF : Laura Zichy) : Denise Hemphill (7 épisodes) - Colton Haynes (VF : Fabrice Fara) : Tyler (2 épisodes) - Brooke Shields (VF : Rafaèle Moutier) : Dr Scarlett Lovin (1 épisode) |

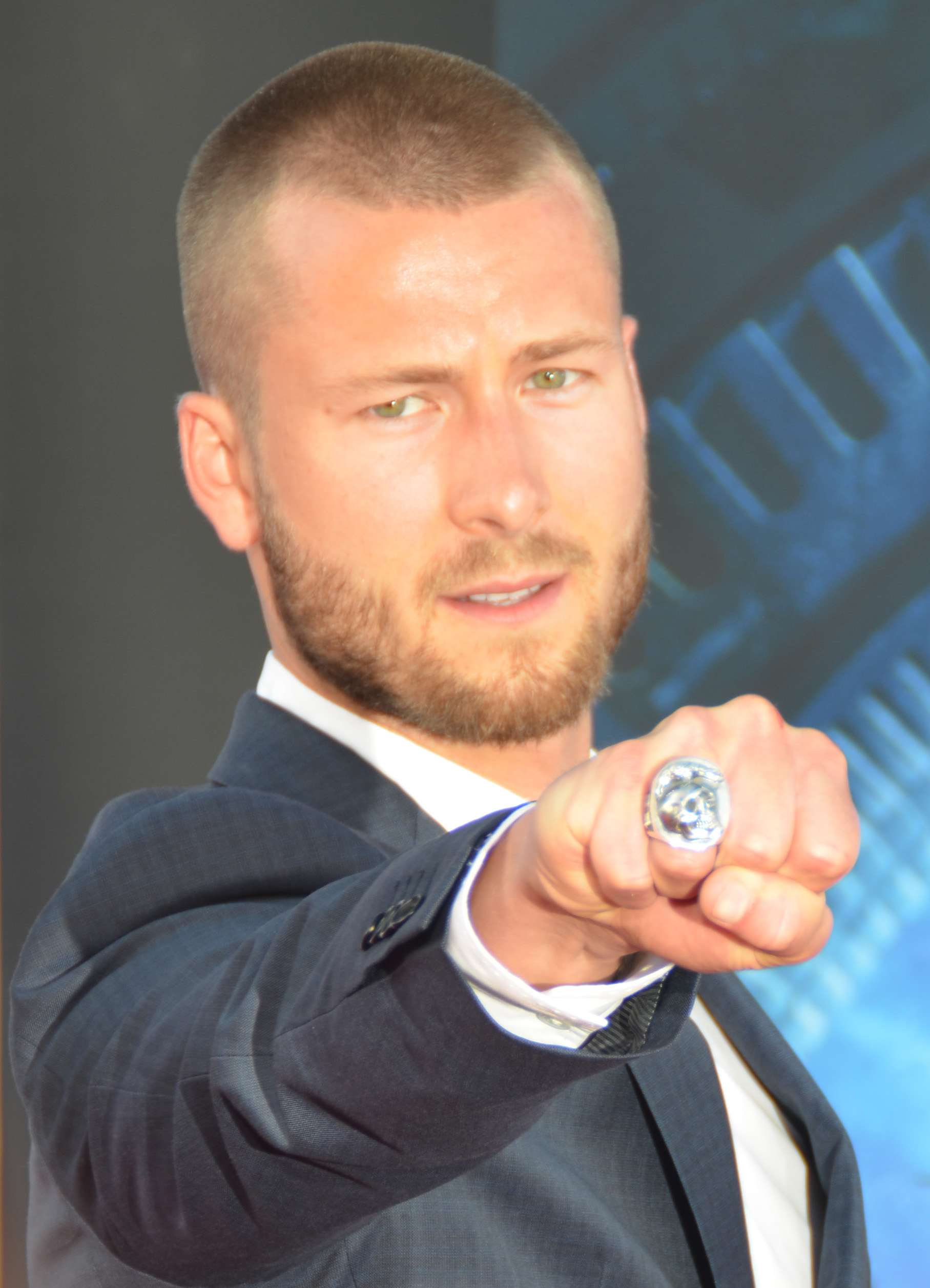
Glen Powell interprète Chad.
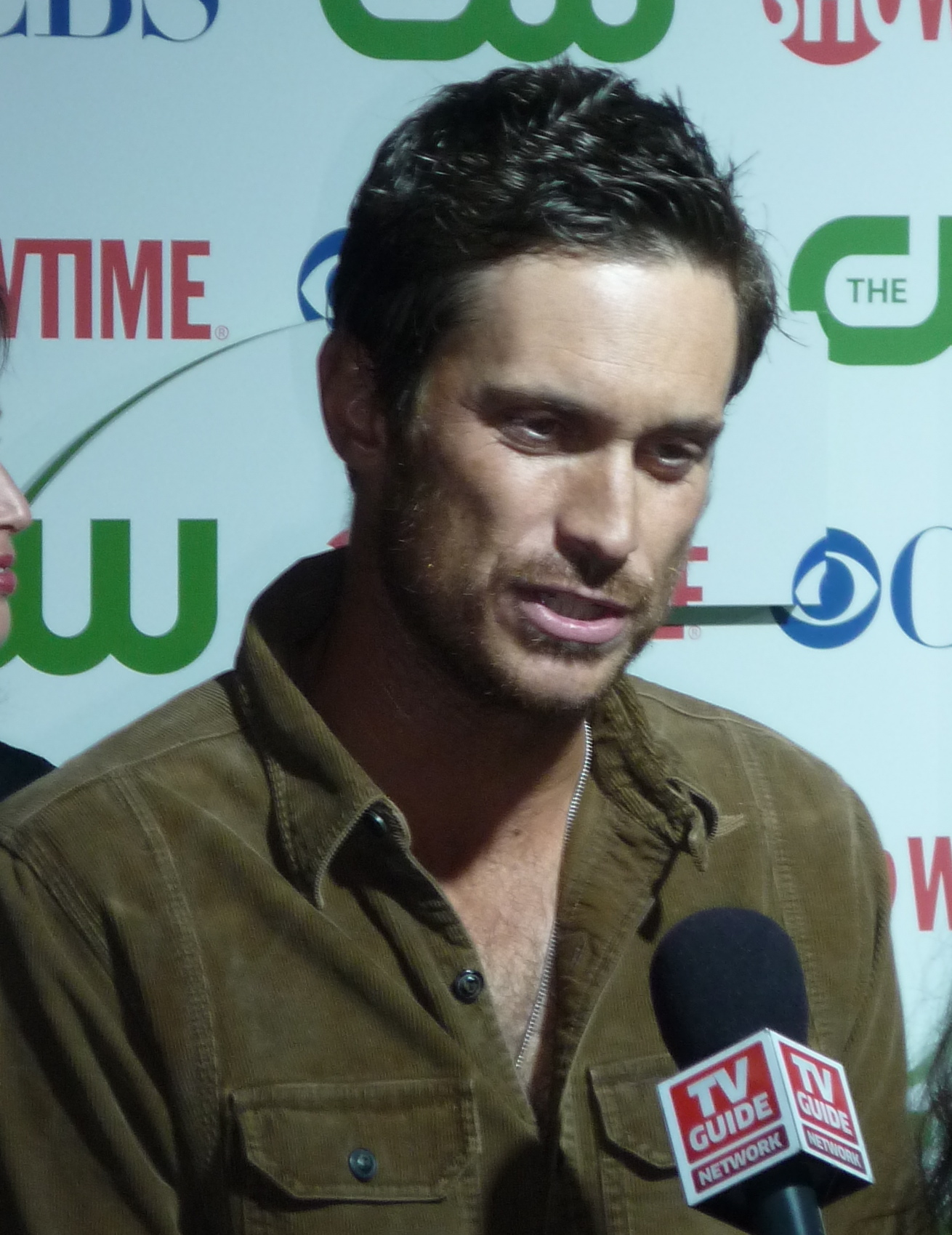
Oliver Hudson interprète Weston « Wes ».
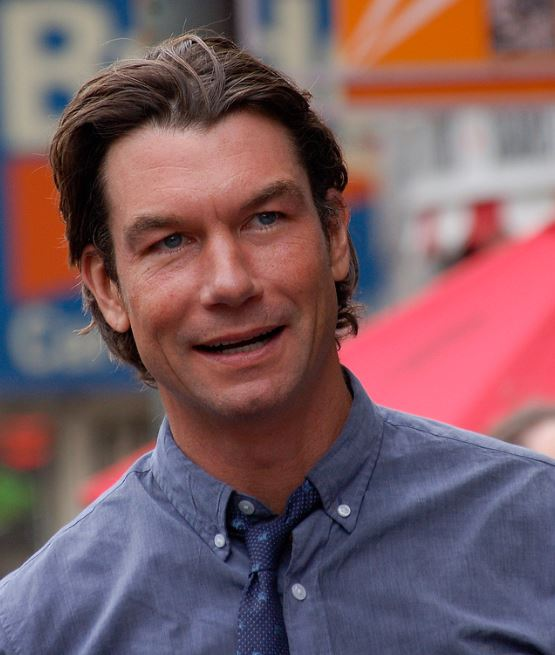
Jerry O'Connell interprète Mike.
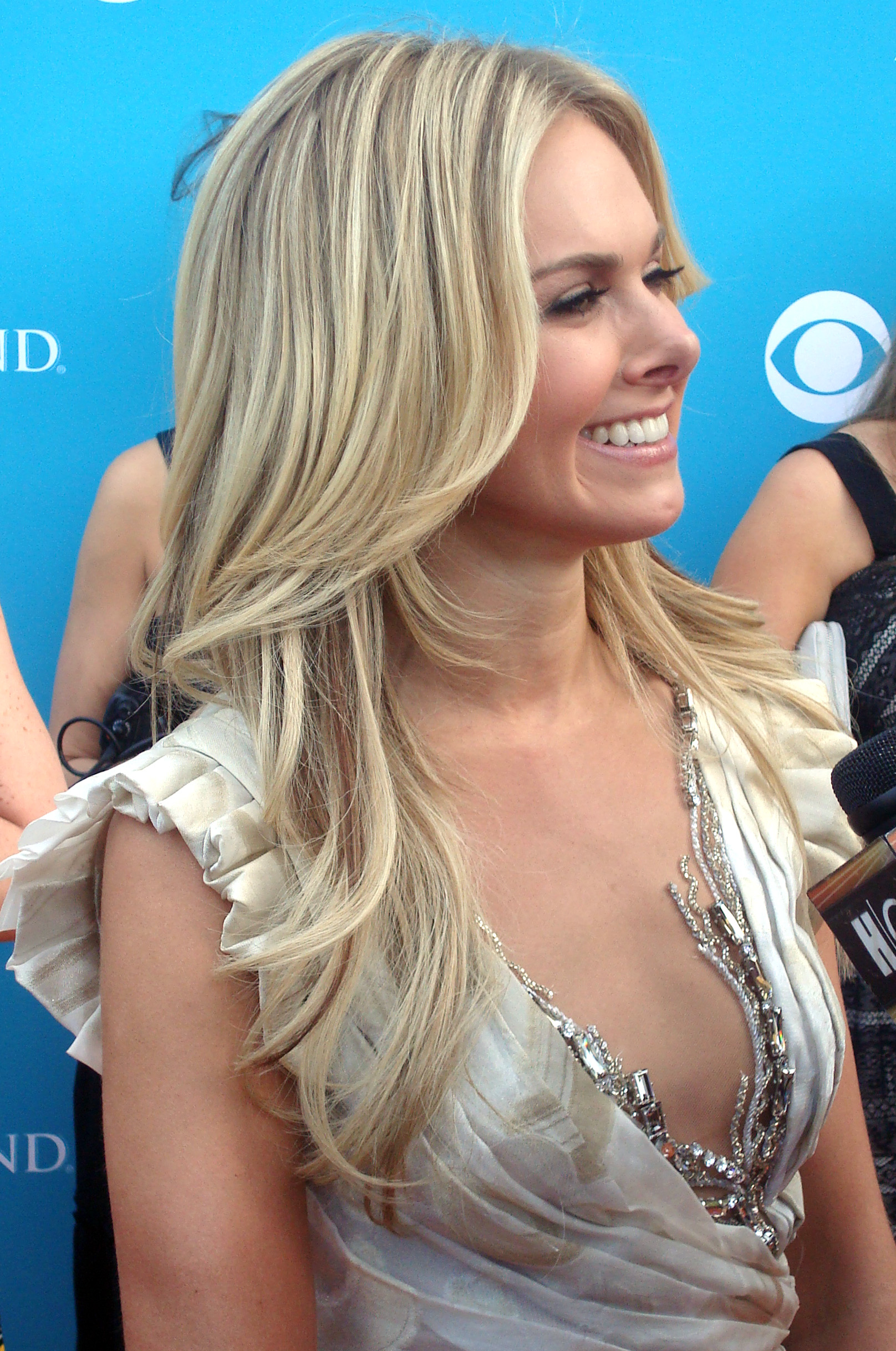
Laura Bell Bundy interprète l'infirmière Thomas.
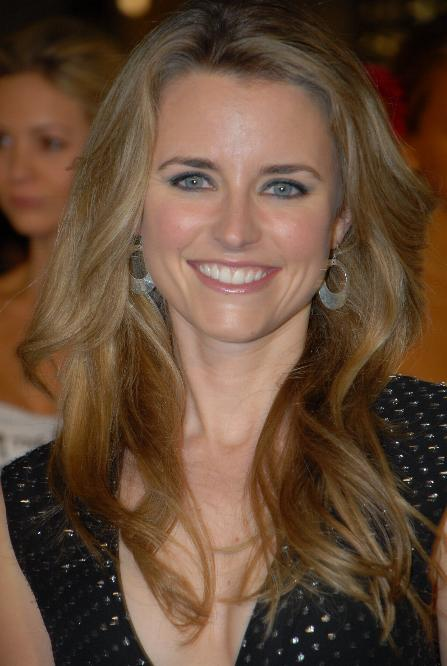
Trilby Glover interprète Jane.
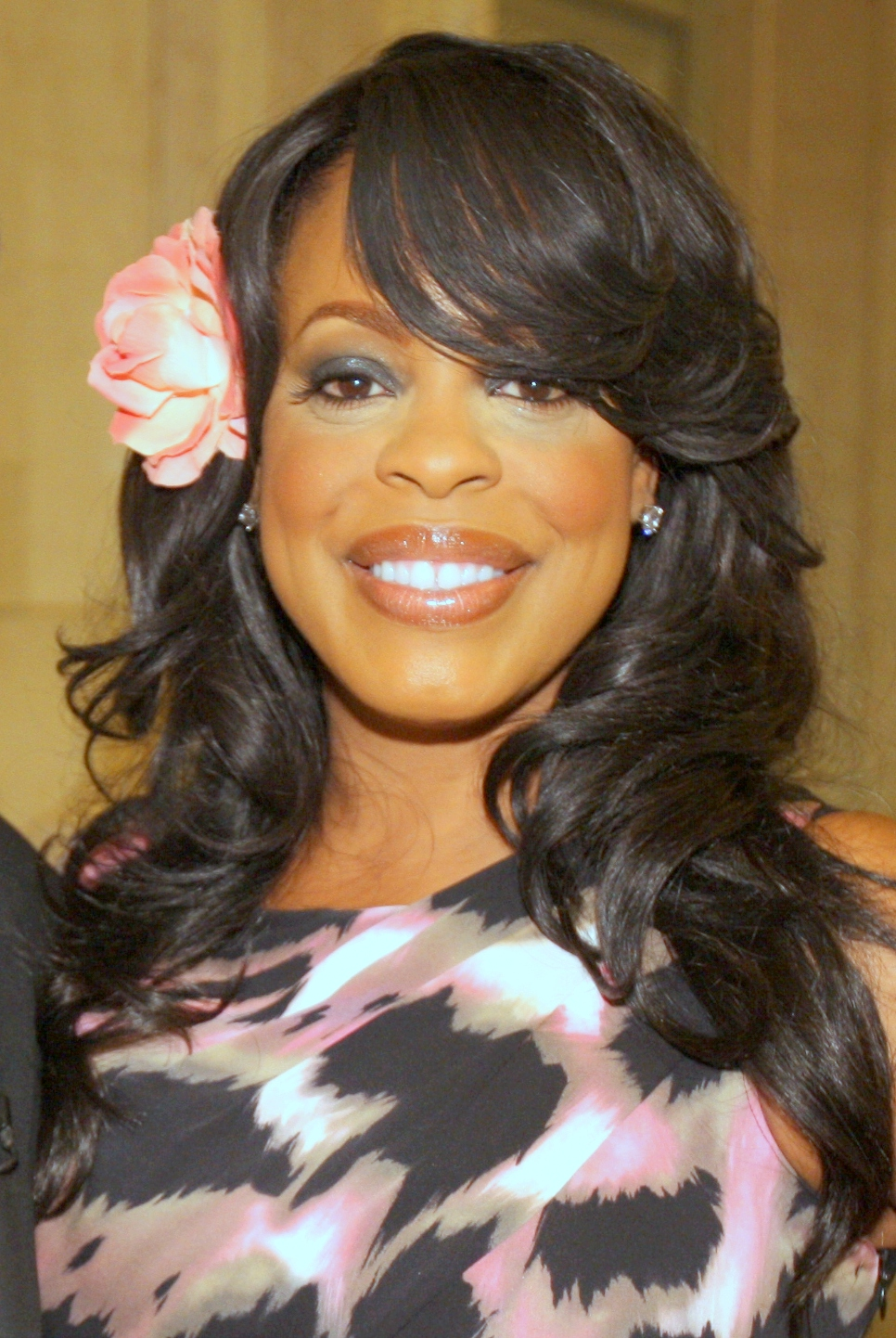
Niecy Nash interprète Denise.
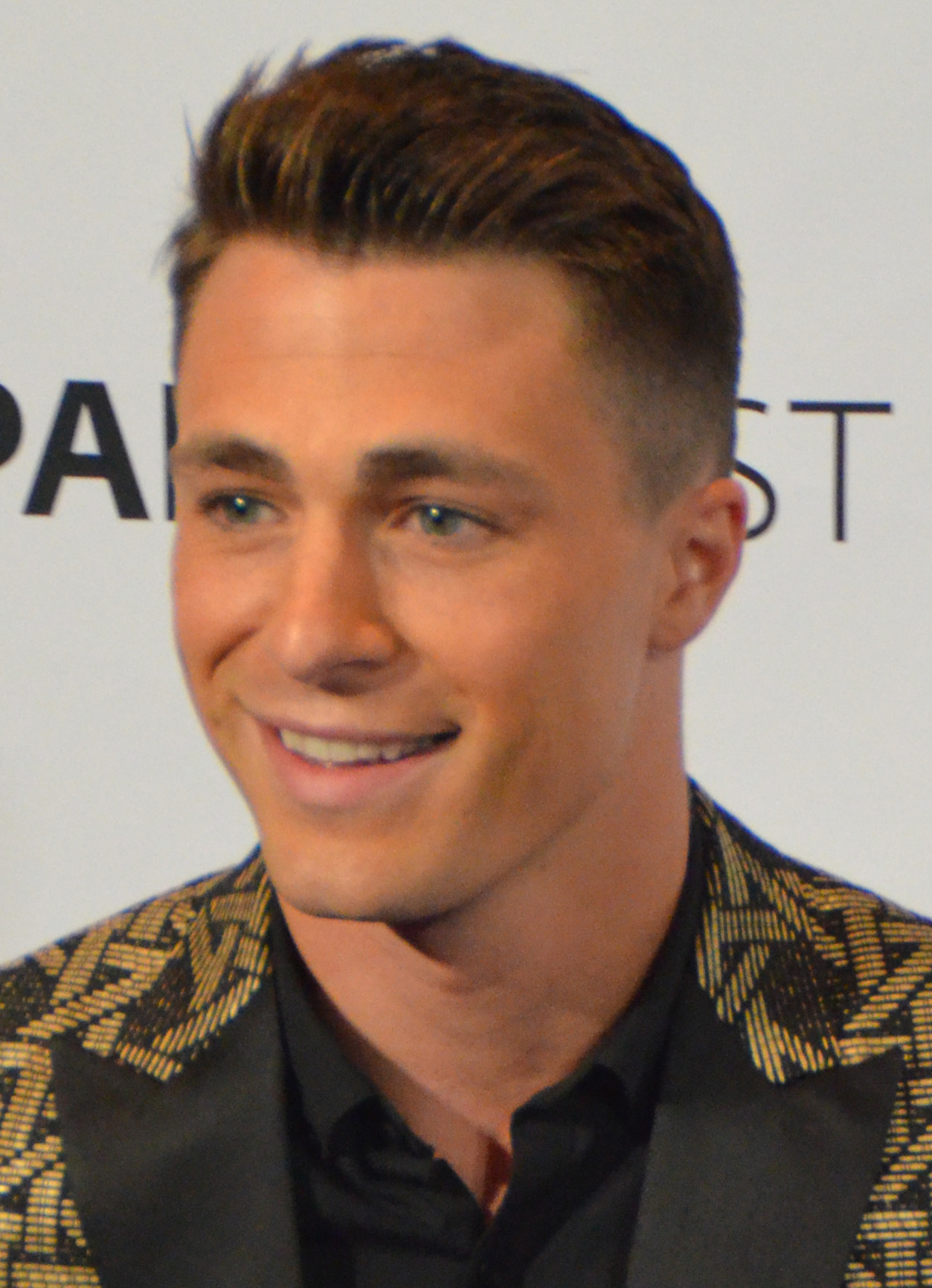
Colton Haynes interprète Tyler.
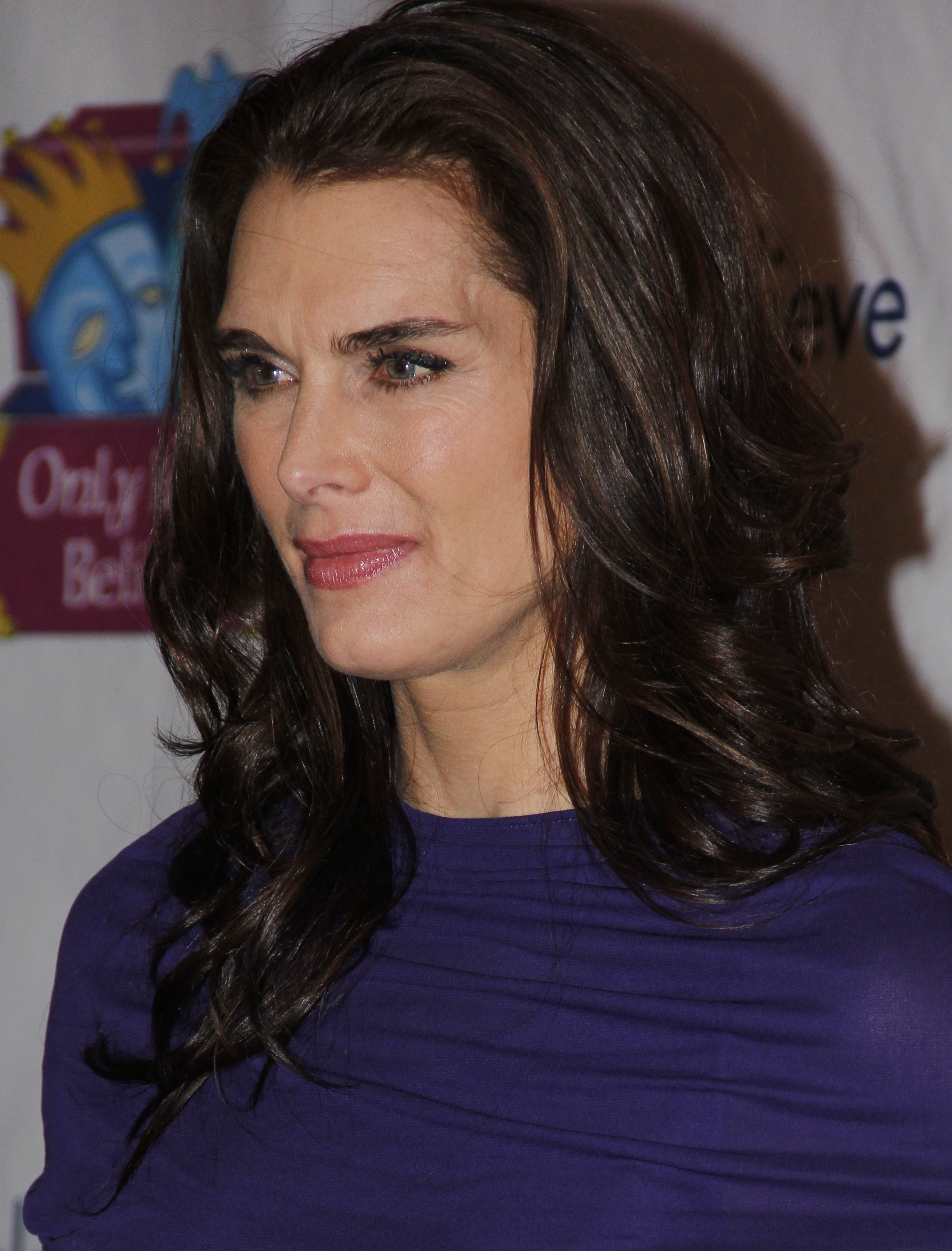
Brooke Shields interprète Scarlett.

## Épisodes

### Épisode 1:Crie encore
- États-Unis /  Canada : 20 septembre 2016 sur FOX[2] / Citytv
- France : 1er juillet 2017 sur Netflix
- Québec : 20 février 2018 sur MusiquePlus
- Belgique : 4 septembre 2020 sur Plug RTL
- Suisse /  Luxembourg : 23 février 2021 sur Disney+

- États-Unis : 2,17 millions de téléspectateurs[3] (première diffusion)

- Niecy Nash (VF : Laura Zichy) : Denise Hemphill (invitée spéciale)
- Cecily Strong (VF : Sandra Parra) : Catherine Hobart
- Jeremy Batiste : Bill Hollis

L'épisode s'ouvre sur un flashback, le Dr Mike et l'infirmière Thomas fêtent tranquillement Halloween au sein de leur hôpital quand ils sont dérangés par Jane Hollis, la femme enceinte d'un patient nommé Bill Hollis. L'état de son mari empire et elle pousse le médecin et l'infirmière à s'occuper de lui. Ne voulant pas rater la fête, le Dr Mike décide de tuer Bill et de le jeter dans le mystérieux marais en face de l’hôpital, sans que sa femme ne sache ce qui se passe réellement.

### Épisode 2:Le crapaud
- États-Unis /  Canada : 27 septembre 2016 sur FOX / Citytv
- France : 1er juillet 2017 sur Netflix
- Québec : 27 février 2018 sur MusiquePlus
- Belgique : 11 septembre 2020 sur Plug RTL
- Suisse /  Luxembourg : 23 février 2021 sur Disney+

- États-Unis : 1,70 million de téléspectateurs[4] (première diffusion)

- Niecy Nash (VF : Laura Zichy) : Denise Hemphill (invitée spéciale)
- Colton Haynes (VF : Fabrice Fara) : Tyler (invité spécial)
- Kevin Bigley (en) : Randal
- Jocelyn Ayanna : la détective
- Brian Baumgartner (VF : Jean-Luc Atlan) : Richard
- Jay Whittaker : Marshall Winthrop

### Épisode 3:Donneurs de mains
- États-Unis /  Canada : 11 octobre 2016 sur FOX / Citytv
- France : 1er juillet 2017 sur Netflix
- Québec : 6 mars 2018 sur MusiquePlus
- Belgique : 18 septembre 2020 sur Plug RTL
- Suisse /  Luxembourg : 23 février 2021 sur Disney+

- États-Unis : 1,59 million de téléspectateurs[5] (première diffusion)

- Niecy Nash (VF : Laura Zichy) : Denise Hemphill (invitée spéciale)
- Colton Haynes (VF : Fabrice Fara) : Tyler (invité spécial)
- Cheri Oteri (VF : Michèle Buzynski) : Sheila Baumgartner
- Alec Mapa (VF : Vincent de Bouard) : Lynn Johnstone
- Kevin Bigley (en) : Randal

### Épisode 4:Le blues d'Halloween
- États-Unis /  Canada : 18 octobre 2016 sur FOX / Citytv
- France : 1er juillet 2017 sur Netflix
- Québec : 13 mars 2018 sur MusiquePlus
- Belgique : 25 septembre 2020 sur Plug RTL
- Suisse /  Luxembourg : 23 février 2021 sur Disney+

- États-Unis : 1,43 million de téléspectateurs[6] (première diffusion)

- Niecy Nash (VF : Laura Zichy) : Denise Hemphill (invitée spéciale)
- Ivar Brogger (en) : Mitch Mitchum
- Hayley Huntley (VF : Cécile Marmorat) : la femme déguisée en Blanche-Neige

### Épisode 5:Chanel Pour Homme-Icide
- États-Unis /  Canada : 15 novembre 2016 sur FOX / Citytv
- France : 1er juillet 2017 sur Netflix
- Québec : 20 mars 2018 sur MusiquePlus
- Belgique : 2 octobre 2020 sur Plug RTL
- Suisse /  Luxembourg : 23 février 2021 sur Disney+

- États-Unis : 1,42 million de téléspectateurs[7] (première diffusion)

- Niecy Nash (VF : Laura Zichy) : Denise Hemphill (invitée spéciale)
- Mary Birdsong (VF : Odile Schmitt) : Penelope Hotchkiss
- Pablo Castelblanco (VF : Rémi Caillebot) : Tristan « Chanel Pour Homme » St. Pierre
- Moira O'Neill (VF : Nina Broniszewski-Madre) : Addison « Chanel #9 »
- Cathy Marks : Midge « Chanel #11 »

### Épisode 6:Collecte de sang
- États-Unis /  Canada : 22 novembre 2016 sur FOX / Citytv
- France : 1er juillet 2017 sur Netflix
- Québec : 27 mars 2018 sur MusiquePlus
- Belgique : 9 octobre 2020 sur Plug RTL
- Suisse /  Luxembourg : 23 février 2021 sur Disney+

- États-Unis : 1,15 million de téléspectateurs[8] (première diffusion)

- August Emerson : Brandon Szathmary
- Moira O'Neill (VF : Nina Broniszewski-Madre) : Addison « Chanel #9 »

### Épisode 7:La main
- États-Unis /  Canada : 29 novembre 2016 sur FOX / Citytv
- France : 1er juillet 2017 sur Netflix
- Québec : 3 avril 2018 sur MusiquePlus
- Belgique : 16 octobre 2020 sur Plug RTL
- Suisse /  Luxembourg : 23 février 2021 sur Disney+

- États-Unis : 1,33 million de téléspectateurs[9] (première diffusion)

- Niecy Nash (VF : Laura Zichy) : Denise Hemphill (invitée spéciale)
- Kasey Mahaffy : Thomas Benderhall, le patient défiguré
- Marissa Jaret Winokur (VF : Nathalie Doudou) : Shelly, la petite amie de Thomas
- Amy Okuda : Anna Plaisance
- Roy Fegan (en) (VF : Rody Benghezala) : Slade Hornborn

### Épisode 8:Jalousie
- États-Unis /  Canada : 6 décembre 2016 sur FOX / Citytv
- France : 1er juillet 2017 sur Netflix
- Québec : 10 avril 2018 sur MusiquePlus
- Belgique : 23 octobre 2020 sur Plug RTL
- Suisse /  Luxembourg : 23 février 2021 sur Disney+

- États-Unis : 1,18 million de téléspectateurs[10](première diffusion)

- Bill Oberst Jr. : Clark

### Épisode 9:J'aime le D
- États-Unis /  Canada : 13 décembre 2016 sur FOX / Citytv
- France : 1er juillet 2017 sur Netflix
- Québec : 17 avril 2018 sur MusiquePlus
- Belgique : 30 octobre 2020 sur Plug RTL
- Suisse /  Luxembourg : 23 février 2021 sur Disney+

- États-Unis : 1,13 million de téléspectateurs[11](première diffusion)

- Brooke Shields (VF : Rafaèle Moutier) : Dr Scarlett Lovin (invitée spéciale)
- Clayton Farris (VF : Charles Borg) : Lenk Van D'Vlonne
- Ajay Mehta (en) (VF : Mathieu Buscatto) : Arthur Annenburg
- Tory Thompson : Garrett
- David Aaron (VF : Michel Voletti) : Proctor

### Épisode 10:Mort par noyade
- États-Unis /  Canada : 20 décembre 2016 sur FOX / Citytv
- France : 1er juillet 2017 sur Netflix
- Québec : 24 avril 2018 sur MusiquePlus
- Belgique : 6 novembre 2020 sur Plug RTL
- Suisse /  Luxembourg : 23 février 2021 sur Disney+

- États-Unis : 1,37 million de téléspectateurs[12]

- Niecy Nash (VF : Laura Zichy) : Denise Hemphill (invitée spéciale)
- Dan Gilvary : Anthony Kennedy